# ایلئینوفکا
ایلئینوفکا (به لاتین: Ilyinovka) یک منطقهٔ مسکونی در روسیه است که در استان آمور واقع شده‌است.